# 前田政八

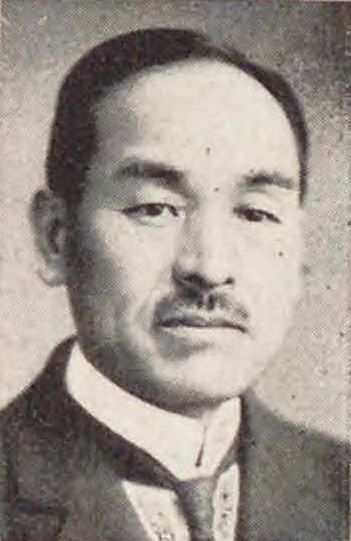
前田政八

前田 政八（まえだ まさはち、1874年〈明治7年〉3月25日 - 1965年〈昭和40年〉1月21日）は、日本の実業家、政治家。立憲民政党（のち立憲政友会）衆議院議員、佐賀県藤津郡塩田町（現・嬉野市）長。

## 経歴
佐賀県藤津郡塩田村で生まれる。代々武士の家系で、先祖には塩田津出身で治水の神様と評される前田伸右衛門がいる。1898年3月、東京の工手学校土木科を卒業し、さらに達英舎で英学を修める。
1900年5月、北海道庁技手に任じられ室蘭支庁に勤務。その後、道庁属・札幌支庁第二課長に転じ、1908年に退職。その後、札幌区外五郡産牛馬組合副組長、前田一歩園管理人を経て、前田倉庫、材木商を経営。釧路木材商組合長、北海道会議員、釧路区会議員、釧路市会議員、同議長、釧路商業会議所議員、賓江木材倉庫社長（満州国哈爾賓市）などを務めた。
1928年2月の第16回衆議院議員総選挙に民政党公認で北海道第5区（当時）から出馬して当選、同年12月に政友会に移籍。衆議院議員を一期務めた。その後帰郷し、塩田町長（1947.4-1955.4）、塩田町議会議員（1957.6-1965.1）、同議長（1962.8-1963.6、1964.12-1965.1）、佐賀県治山治水協会長、同県林業会理事長、日本治山治水協会理事などを務めた。1965年、塩田町議会議長のまま死去。

## 著書
- 『武藤元帥』前田政八、1939年。